# Хокейні ігри LG 2009
Хокейні ігри LG 2009 — міжнародний хокейний турнір у Швеції в рамках Єврохокейтуру, проходив 5—8 лютого 2009 року у Стокгольмі. Матч Чехія — Фінляндія відбувся у Празі.

## Результати та таблиця
| 1. | Швеція    | *** | 4:3      | 4:0      | 6:4  | 3 | 3 | 0 | 0 | 0 | 14:7  | 9 |
| 2. | Росія     | 3:4 | ***      | 5:4 бул. | 6:3  | 3 | 1 | 1 | 0 | 1 | 14:11 | 5 |
| 3. | Фінляндія | 0:4 | 4:5 бул. | ***      | 5:3* | 3 | 1 | 0 | 1 | 1 | 9:12  | 4 |
| 4. | Чехія     | 4:6 | 3:6      | 3:5*     | ***  | 3 | 0 | 0 | 0 | 3 | 10:17 | 0 |

М — підсумкове місце, І - матчі, В — перемоги, ВО — перемога по булітах або у овертаймі, ПО — поразка по булітах або у овертаймі, П — поразки, Ш — закинуті та пропущені шайби, О — очки

## Найкращі бомбардири
| Гравець            | Матчі | Голи | Паси | О |
| ------------------ | ----- | ---- | ---- | - |
| Максим Рибін       | 3     | 3    | 1    | 4 |
| Ніко Капанен       | 3     | 3    | 1    | 4 |
| Петро Щасливий     | 3     | 2    | 2    | 4 |
| Лінус Умарк        | 3     | 2    | 2    | 4 |
| Тоні Мортенссон    | 3     | 1    | 3    | 4 |
| Маттіас Вейнгандль | 3     | 1    | 3    | 4 |
| Олег Саприкін      | 3     | 3    | 0    | 3 |
| Радім Врбата       | 3     | 2    | 1    | 3 |
| Олексій Міхнов     | 3     | 2    | 1    | 3 |
| Ян Марек           | 3     | 2    | 1    | 3 |
| Петр Чаянек        | 3     | 2    | 1    | 3 |

## Найкращі гравці турніру
| Воротар  | Юган Гольмквіст |
| Захисник | Кенні Єнссон    |
| Нападник | Ніко Капанен    |

## Команда усіх зірок
| Воротар  | Юган Гольмквіст    |
| Захисник | Янне Нійнімаа      |
| Захисник | Кенні Єнссон       |
| Нападник | Маттіас Вейнгандль |
| Нападник | Ніко Капанен       |
| Нападник | Максим Рибін       |